# Akkalkot Maharadż
Akkalkot Maharadż, śri Akkalkot Maharadż; również: Swami Samarth (Maharadż) (zm. 1878) – indyjski guru, jogin i fakir, uważany przez wyznawców i zwolenników za awatara Dattatrei. Przez długi czas mieszkał w miejscowości Akkalkot w stanie Maharasztra (stąd jego przydomek Akkalkot Maharadż).

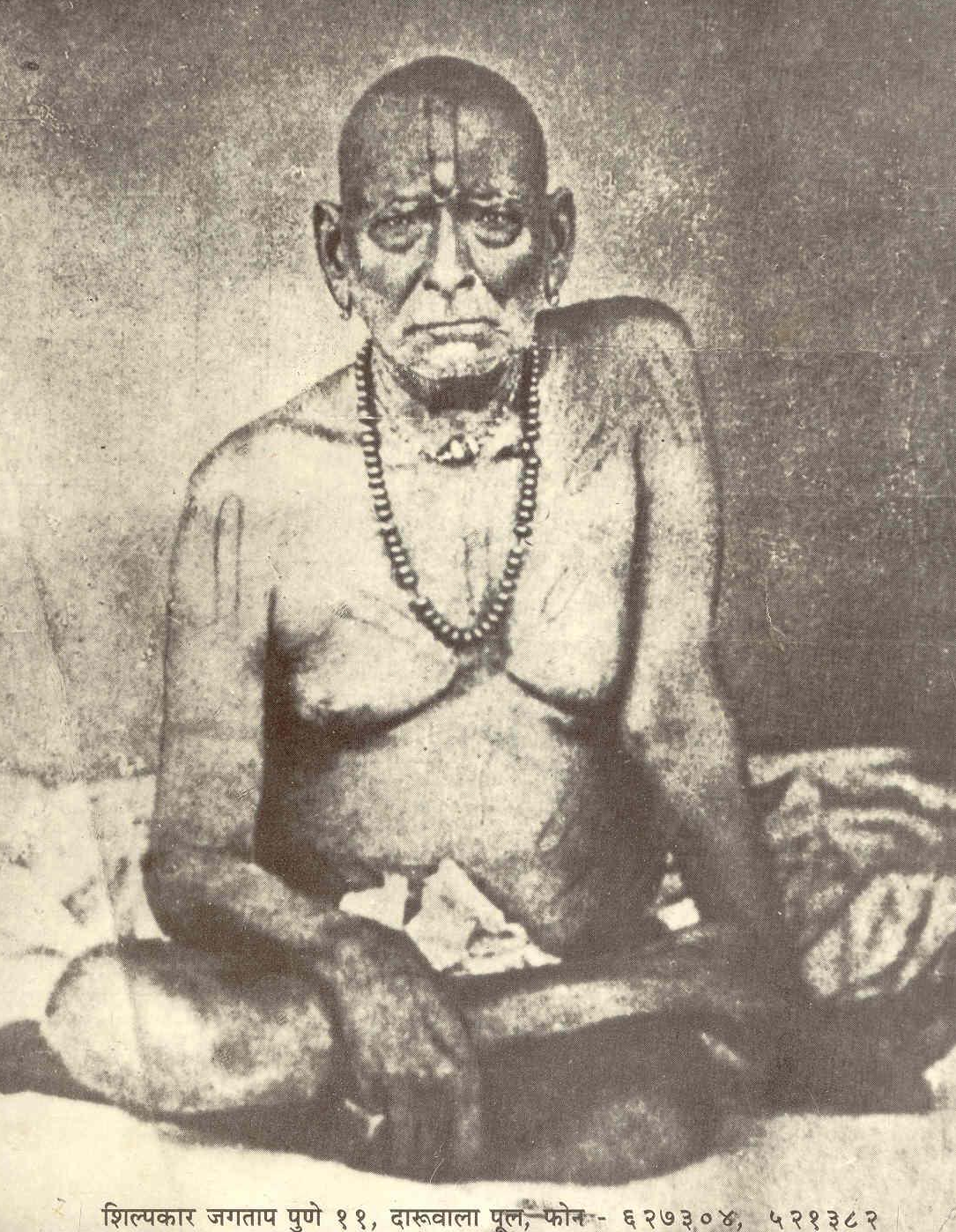
Swami samarth

Był mistrzem duchowym Dźangli Maharadża. Istnieją poszlaki, że mógł się kiedyś znajdować w roli guru Shirdi Sai Baby.

## Życiorys
Wczesne życie Akkalkota Maharadża owiane jest tajemnicą. Nie ma przesłanek na temat tego kiedy ani gdzie się urodził, czy też kim byli jego rodzice, nauczyciel duchowy czy opiekunowie. Według jego zwolenników, pojawił się na świecie, wtedy kiedy drwal przypadkowo uderzył siekierą Dattatreję, który siedział w mrowisku w stanie głębokiej medytacji. Wówczas Dattatreja obudził się z tego stanu i zaczął kontynuować swą misję jako Akkalkot Maharadż. Wiadomo, że później wędrował po Himalajach, podróżował po Chinach oraz zwiedzał wiele indyjskich świętych miejsc hinduizmu.
W 1856 roku przybył do Akkalkot, gdzie mieszkał przez dwadzieścia dwa lata – do końca życia.
W 1878 roku powziął mahasamadhi.

### Zwyczaje
Podobnie jak Shirdi Sai Baba przywiązywał dużo wagi do jedności religii islamskiej i hinduistycznej. Brał udział w obrzędach obydwu wiar. Akkalkot Maharadż i Shirdi Sai Baba mieli również wspólny zwyczaj przygotowywania i rozdawania żywności dużej liczbie osób.